# تقوی (اسلام)
تقوی (انگلیسی: Taqwa)، در لغت به معنای پرهیز کاری است.

## شبهه واضطراب
معنی تقوی و اتقاء محفوظ ماندن است چون از «وقی» مشتق است.
تقوی خویشتن نگاه داشتن است از شبهات.

## متقی
متقی کسی است که خدا را وقایه خود گرفته باشد، در ذات و صفات و افعال.

## سر چشمه تقوی
سر چشمه تقوی و آنچه سبب تقوی می‌شود و تقوی از آن پدید می‌آید بلکه سر چشمه هر فضیلت و احسانی همان معرفت به حق تعالی و توجه کامل به اوست.